# Manos Chatzīdakīs
Emmanouīl Chatzīdakīs, detto Manos (in greco Εμμανουήλ "Μάνος" Χατζηδάκης?; Lero, 21 aprile 2000), è un cestista greco.

## Carriera

### Nazionale
Nel 2019 ha partecipato al Mondiale Under-19, disputato in Grecia e concluso al decimo posto finale.